# Le Peintre dévorant la femme
Le Peintre dévorant la femme est un essai publié en français par l'écrivain algérien Kamel Daoud en octobre 2018. Ce livre fait partie de la collection « Ma nuit au musée » portée par les éditions Stock, dont le principe est d'inviter des auteurs à passer une nuit seuls dans un musée dans lequel ils peuvent librement circuler entre les œuvres d'art afin d'y puiser de l'inspiration pour un futur ouvrage.
À la suite de Kamel Daoud, les auteurs Adel Abdessemed et Christophe Ono-Dit-Biot (pour leur livre Nuit espagnole publié en 2019), Léonor de Récondo (pour son livre La Leçon de ténèbres publié en 2020), Leila Slimani (pour son livre Le Parfum des fleurs la nuit publié en 2021), Jakuta Alikavazovic (pour son livre Comme un ciel en nous publié en 2021), Éric Chevillard (pour son livre L'Arche Titanic publié en 2022), et Christophe Boltanski (pour son livre King Kasaï publié en 2023) se sont aussi prêtés à l'expérience.

## Résumé
Invité en 2017 à passer une nuit dans le musée Picasso à Paris, Kamel Daoud en tire un récit dans lequel il confronte les représentations que peuvent avoir du corps, du désir, de la nudité, de l’amour, du plaisir ou de la liberté, un artiste et un djihadiste. Il crée le personnage d’Abdellah, fondamentaliste chargé de détruire les toiles de Pablo Picasso parmi lesquelles il déambule, mis au supplice tant elles remettent en cause sa façon de considérer le monde et l’Autre.
Kamel Daoud puise dans ses connaissances sur la culture islamique dont il est originaire (ayant lui-même été tenté par l’intégrisme religieux dans sa jeunesse) et l'émotion que lui inspire l'art. Il questionne le pouvoir de l'art de guérir un homme de la violence, le conduire à préférer le désir de la vie ici-bas plutôt que de le fantasmer dans l’au-delà.

## Analyse
Le titre Le Peintre dévorant la femme fait allusion à cette double thématique abordée dans le livre, l'art et l'érotisme, inspiré par le thème de l'exposition en cours lorsque Kamel passe la nuit au musée. L'écrivain construit une réflexion autour du point commun qu'ont ces deux thématiques, le fait que les mouvements intégristes religieux cherchent à les cacher ou les détruire.
Sa réflexion sur l'art intègre des événements de l'actualité récente comme la destruction d'une partie de la mosquée Djingareyber au Mali par le groupe djihadiste Ansar Dine en 2012, du musée de Mossoul en Irak par le groupe État islamique en février 2015, et la destruction en juin de la même année, puis janvier 2017, d'une partie du site archéologique de Palmyre en Syrie par le même groupe djihadiste.
S'agissant de l'érotisme, ce livre est une critique du fondamentalisme religieux qui veut cacher les corps des femmes pour empêcher la tentation que ces derniers inspirent. Il interroge ce paradoxe : « faire mourir le désir ou mourir pour pouvoir le combler » en compagnie des vierges censées attendre les martyrs de la foi après leur mort. Et ainsi, l’hypocrisie des terroristes islamistes qui tuent des « mécréants » au motif qu’ils « forniquent », tout en espérant gagner leur paradis pour pouvoir faire de même. Une autre actualité récente, la série d'agressions sexuelles du Nouvel An 2016 en Allemagne, inspire la plume de Kamel Daouad pour cet essai.

## Citations
« Les peuples pieux ne peuvent avoir de but que le jugement dernier. Collectionner, c’est s’encombrer du poids de l’éphémère. Cette idée du précaire permet de mieux comprendre les destructions de Palmyre et Tombouctou. »

« L’art est la preuve que le temps s’est écoulé, que des gens ont fait évoluer des matières et des encres, des architectures. Le fanatique verra comme sa mission de restaurer l’éternité en détruisant les horloges »

« Collectionner, c’est sauver, préserver. Tout musée, dans ce cas, fait face à une barbarie présupposée, implicite. Si on collectionne, c’est parce que le reste du monde détruit. »

« Quand la mosquée devient musée au fil de l’Histoire, on finit par la détruire, car elle s’est dégradée en l’incarnation de l’homme et du temps au lieu d’être le lieu du divin et de l’éternité. »

« À Palmyre, on a non seulement effacé une civilisation, un patrimoine, mais une trace de différence : quand on veut remonter le temps, on efface les traces de son ruissellement. »

## Critiques et récompense
Le livre reçoit le prix de la Revue des Deux Mondes en 2019, dont les membres du jury saluent les réflexions à la fois philosophiques et poétiques d’un écrivain au carrefour de deux civilisations (islamique et occidentale).
La journaliste Eléonore Sulser du quotidien suisse Le Temps présente ce livre comme « Un labyrinthe, traversé par des visions et des pensées lyriques, parfois fulgurantes. En ce sens, c’est une réussite, car le lecteur arpente les pages dans une obscurité trouée par l’éclat saisissant de la peinture saisie par les mots. ».

## Note
Sur le site web de critique littéraire Babelio, le livre reçoit une note moyenne de 4 sur 5.